# Juan Manuel Zamora
Juan Manuel Zamora Etxabe (San Sebastián, Guipúzcoa, 27 de noviembre de 1942 - Salou, 13 de agosto de 2015) fue un futbolista español que jugaba de portero.

## Biografía
Jugó desde joven en las categorías inferiores del Athletic Club y también, como cedido, en las filas del Barakaldo CF, Indautxu y UD Melilla. Debutó en Primera división, el 26 de septiembre de 1965, en una derrota por 1 a 0 ante el Córdoba. Debido a que coincidió en la plantilla con José Ángel Iribar y Juan Antonio Deusto, apenas pudo jugar cuatro partidos oficiales en seis temporadas.
En 1971 se marchó al Hércules CF de Segunda División en busca de más oportunidades. En el club alicantino jugó más de sesenta encuentros en tres temporadas. Jugó tres temporadas más en el Gimnástic de Tarragona y dos más en el Terrasa FC antes de retirase en 1979.
Después de su retirada fue entrenador en los juveniles del Club Portugalete y, también, en el primer equipo jarrillero en la temporada 1981-82.

## Clubes
| Club                   | País   | Temporadas |
| ---------------------- | ------ | ---------- |
| Barakaldo CF           | España | 1962-1963  |
| SD Indautxu            | España | 1963-1964  |
| UD Melilla             | España | 1964-1965  |
| Athletic Club          | España | 1965-1971  |
| Hércules CF            | España | 1971-1974  |
| Gimnástic de Tarragona | España | 1974-1977  |
| Terrasa FC             | España | 1977-1979  |

## Palmarés
| Título                | Club          | País   | Año  |
| --------------------- | ------------- | ------ | ---- |
| Copa del Generalísimo | Athletic Club | España | 1969 |